# Пасо Тино, Ранчо Ерманос Дијаз (Санто Доминго Тевантепек)
Пасо Тино, Ранчо Ерманос Дијаз (шп. Paso Tino, Rancho Hermanos Díaz) насеље је у Мексику у савезној држави Оахака у општини Санто Доминго Тевантепек. Насеље се налази на надморској висини од 55 м.

## Становништво
Према подацима из 2005. године у насељу је живело 11 становника.

### Хронологија
| Година       | 2000 | 2005 |
| ------------ | ---- | ---- |
| Становништво | 9    | 11   |

### Попис
| # | Индикатор                        | Вредност |
| - | -------------------------------- | -------- |
| 1 | Укупно појединачних домаћинстава | 1        |